# Balkanfeldzug Alexanders des Großen
Der Balkanfeldzug vom Frühjahr bis August 335 v. Chr. war das erste militärische Engagement des makedonischen Königs, Alexanders des Großen. Er hatte im Vorfeld des aufwendig geplanten Feldzugs gegen Persien die Unterwerfung „barbarischer“ Stämme im heutigen Bulgarien, Rumänien, Mazedonien und Albanien zum Ziel und wurde erfolgreich beendet.

## Hintergrund
Bereits König Philipp II. hatte in mehreren Feldzügen die im Nordosten, Norden und Nordwesten von Makedonien angrenzenden barbarischen Völker der Thraker und Illyrer besiegt und sie seiner Herrschaft unterworfen oder vertraglich ruhiggestellt. Für seinen 338 v. Chr. initiierten Asienfeldzug gegen Persien, den er als Hegemon des Hellenenbundes bestreiten wollte, musste Ruhe für das europäische Hinterland gewährleistet sein. Den Gesetzmäßigkeiten der Geschichte des antiken Griechenland folgend, brachte die Ermordung Philipps II. im Jahr 336 v. Chr. das von ihm geschaffene Bündnissystem ins Wanken. Nach seinem Herrschaftsantritt zog Alexander zunächst nach Korinth, wo er sich von den griechischen Poleis, darunter auch Theben und Athen, als neuer Hegemon bestätigen und der Gültigkeit der zwischenstaatlichen Verträge vergewissern ließ. In Korinth erfuhr er schließlich von den Abfallbewegungen der barbarischen Stämme, worauf er sofort nach Makedonien zurückkehrte und das Heer in Amphipolis einberief.
Alexander gedachte den Feldzug so schnell wie möglich durchzuführen, um den Stämmen keine Organisationszeit zu lassen, weshalb dieser Feldzug nach einigen Historikern wie Alexander Demandt den Charakter eines antiken „Blitzkrieges“ aufwies.

## Verlauf
Der einzige erhaltene detaillierte Bericht zum Balkanfeldzug wurde von Arrian (Anabasis 1, 1–5) verfasst, der nach eigener Aussage seine Informationen aus der Alexander-Vita des Ptolemaios schöpfte. Für Diodor (Bibliothéke historiké 17, 8, 1–2) war er nur in zwei Sätzen erwähnenswert.

### Gegen die Thraker am Haimos
Alexander zog im Frühjahr 335 v. Chr., sobald die Jahreszeit es erlaubte, seine Truppen in Amphipolis zusammen. Er gedachte nur junge noch weitgehend unerfahrene Krieger mitzuführen, die Altgedienten sollten zur Sicherung Makedoniens unter dem bewährten Reichsverweser Antipatros zurückbleiben. Die Heeresstärke für den Feldzug wird auf 15.000 oder 25.000 Infanteristen, sowie 5.000 Kavalleristen geschätzt. Alexander gedachte zuerst ostwärts gegen die Thraker zu ziehen. Der Zug marschierte zunächst nach Philippopolis (Plowdiw), sicherte dort den nah liegenden Berg Orbelos und erreichte den Fluss „Nessos“ (wohl der Nestos) überquerend die Ausläufer des Haimos (Balkangebirge). Dafür wurden nicht mehr als zehn Tage benötigt.
Die Thraker hatten ihre Krieger jenseits des einzig gangbaren Passes über den Haimos positioniert, wohl den Schipkapass, an dem sie die Makedonen aufzuhalten gedachten. Auf der Passspitze hatten sie ihre Trosswagen aufgestellt, die allerdings nicht für eine Blockade gedacht waren, sondern gegen die in geschlossener Formation vormarschierenden Makedonen von dem Pass heruntergerollt werden sollten. Alexander hatte dies allerdings früh erkannt und seiner Phalanx die Öffnung ihrer Reihen befohlen, sobald die Wagen den Pass herunter stürzten. Diejenigen Krieger, die nicht rechtzeitig zur Seite ausweichen konnten, sollten sich auf den Boden werfen und sich unter ihre Schilde verkriechen, so dass die Wagen über sie hinwegrollen konnten. Laut Arrian ist bei diesem Manöver nicht ein Makedone umgekommen. Nachdem diese Gefahr überwunden war, stellte sich die Phalanx wieder in Formation auf und setzte ihren Vormarsch bergan fort. Während die Bogenschützen vor der Front marschierten und die wartenden Thraker mit einem Pfeilhagel eindeckten, hatte sich Alexander an der Spitze seiner Schildträger (hypaspistes) an die linke Flanke der Phalanx gestellt. Als Makedonen und Thraker schließlich zum Nahkampf aufeinander trafen, konnte er von seiner Position aus die Flanke der Thraker aufrollen und sie somit schnell schlagen. Etwa 1.500 Thraker fielen im Kampf, mehr noch wurden samt ihren anwesenden Frauen und Kinder gefangen genommen, die in den Süden zum Sklavenverkauf deportiert wurden.

### Gegen die Triballer am Lyginos
Nachdem Alexander so den Übergang über den Haimos nach Norden erzwungen hatte, stellten sich ihm als Nächstes die Triballer. Deren König Syrmos hatte die Frauen und Kinder seines Volkes auf die Insel Peuke im Donaudelta evakuiert, auch er gedachte sich mit seinen Kriegern dorthin abzusetzen. Doch ein großer Heerhaufen floh an den Fluss Lyginos (Rossiza) direkt in den Marschweg der heranziehenden Makedonen. Um gegen diese bestehen zu können, zogen sich die Triballer in ein am Ufer gelegenes Waldgebiet zurück, in dem sie die Geschlossenheit der makedonischen Phalanx aufzuheben hofften. Alexander aber ließ sich und seine Phalanx nicht in den Wald locken und positionierte sie auf einer Ebene vor ihm, flankiert vom Gros der Hetairenreiterei unter Philotas zu ihrer Rechten und der Schwadronen des Herakleides und Sopolis zu ihrer Linken. Stattdessen schickte er seine Bogenschützen und Schleuderer voraus, die mit ihren Pfeilen und Steinen die Triballer zum Verlassen des Waldes provozieren sollten. Tatsächlich ging diese Taktik auf und die kaum gerüsteten und nur leicht bewaffneten Triballer ließen sich auf das Schlachtfeld locken, wo sie im anschließenden Kampf hoffnungslos unterlagen. Etwa 3.000 von ihnen wurden getötet, während bei den Makedonen lediglich 40 Infanteristen und 11 Kavalleristen gefallen waren.

### Gegen die Geten am Istros
Nach drei Marschtagen erreichten die Makedonen das Mündungsdelta des Istros (Donau), auf dessen Insel Peuke die restlichen Triballer, samt Familien und auch einige Thraker geflohen waren. Vor Ort ließ Alexander einige Schiffe aus Byzantion requirieren, die er mit Bogenschützen und schwerer Infanterie (pezhetairoi) besetzen ließ. Mit ihnen steuerte er Peuke an; die ihm unterwegs in nur kleinen Booten entgegen fahrenden Triballer wurden schnell geschlagen. Auf eine Landung an der Insel verzichtete er letztlich dennoch, da sich dafür die Strömung als zu gefährlich erwies und die Landestellen zu stark befestigt waren. Außerdem hatte sich am Nordufer der Donau inzwischen der Stamm der Geten mit 10.000 Kriegern zu Fuß und 4.000 zu Pferd postiert, die zu schlagen für Alexander eine größere Herausforderung darstellte. Die auf Peuke geflohenen Triballer wurden so von einem Schicksal wie dem der Thraker verschont.
Die Geten beobachteten die Bewegungen der Makedonen am Südufer genau und verhinderten somit deren Übergang. Nachdem aber Alexanders Aufklärer entlang des Flusslaufes eine günstige Stelle gefunden hatten, setzte er im Schutz der Nacht mit 4.000 Infanteristen und 1.400 Kavalleristen auf das Nordufer über. An der betreffenden Stelle schloss sich dem Ufer ein hoch gewachsenes Kornfeld an, in dem sich die Makedonen sofort versteckten. Um doch nicht erkannt zu werden, mussten die Infanteristen ihre langen Lanzen (Sarissa) horizontal tragen und die Reiter von ihren Pferden absitzen. Die Geten bemerkten diese List erst, nachdem die Makedonen am folgenden Tag, zu einem Karree formiert, mit der Kavallerie zu ihrer Rechten das Kornfeld verließen. Trotz ihrer zahlenmäßigen Überlegenheit flohen die Geten auf diese Überraschung hin in ihre nah gelegenen Stadt und weil diese nur unzureichend befestigt war, luden sie dort ihre Frauen und Kinder auf die Pferde und flohen mit ihnen in die weiten Steppen der heutigen Ukraine. Alexander konnte somit die Getenstadt kampflos einnehmen, die er zerstören ließ. Den dort erbeuteten Geten-Tross überantwortete er seinen Offizieren Meleagros und Philippos, die ihn nach Makedonien transportieren sollten.
Nach seinem Sieg empfing Alexander an der Donau die Abgesandten der unterlegenen Thraker, Triballer und Geten, die um Freundschaft baten und sich zu Gehorsam und Tribut verpflichteten. Die erste Phase des Feldzuges war damit erfolgreich abgeschlossen. Zum Dank seines Sieges opferte er anschließend Zeus und seinem mythologischen Ahn Herakles, wie auch Ister, für seinen unbeschadeten Übergang über ihren Fluss.
Flussläufe, Meerengen oder Gewässer im Allgemeinen stellten in der Antike wichtige Grenzmarkierungen dar, mit deren Überquerung häufig unwiderrufliche Entscheidungen und Marksteine in der historischen Erinnerung in Verbindung gebracht wurden und werden. Man denke nur an die Übergänge des Caesar über den Ärmelkanal nach Britannien oder den Rhein nach Germanien, wie auch die Durchschreitung des Rubikon. Auch Alexander maß ihnen eine hohe Bedeutung bei, als Nachweise der von ihm erbrachten Leistungen, die historische wie auch mythologische Vorbilder übertreffen sollten. Vor und nach ihm konnte kein anderer makedonischer König, noch irgendein bedeutender Hellene überhaupt, am Nordufer der Donau eine kultische Handlung begehen und olympische Götter ehren. Später zog er in Asien über den Jaxartes (Syrdarja) um die Skythen zu besiegen und um an dessen Ufer die Stadt Alexandria Eschatē („die Äußerste, die Entfernteste“; heute Chudschand) zu gründen, dort wohin noch nicht einmal der Perserkönig Kyros II. gelangt war, dessen Grenzfestung Kyropolis noch etwas südlicher lag. Um den östlichen Ozean zu erreichen, drang Alexander in Indien über den Indus hinaus bis zum Hyphasis (Beas) vor, einem der letzten Flussarme des Punjab, wo ihn allerdings sein Heer zur Umkehr zwang. Und doch hatte er dabei die Eroberungen des Dareios I. übertroffen, der nur bis zum Indus gekommen war, wie auch den mythischen Feldzug des griechischen Gottes Dionysos, für den Nysa westlich des Indus die Grenze seiner Weltfahrten markiert haben soll.
Ebenso wie an der Donau, opferte Alexander später auch am Nil, am Jaxartes, am Hyphasis und an der Indusmündung und ließ Altäre errichten, als Zeugnisse seiner Taten, die bis in die entferntesten Gegenden der damals bekannten Welt reichten.

### Gegen die Dardaner und Taulantier bei Pelion
Bereits an der Donau hatte Alexander von der Erhebung der illyrischen Stämme der Dardaner und Taulantier erfahren, von denen erstere unter ihrem König Kleitos bereits die Grenzstadt Pelion eingenommen hatten, die als Einfallstor nach Makedonien bestens geeignet war. So schnell wie möglich marschierte Alexander entlang dem oberen Strymon (Struma) und durch das Tal des Axios (Vardar) Richtung Pelion, dabei das Land der ihm treu gebliebenen Stämme der Agrianen und Paionier, gelegen im heutigen Mazedonien, querend. Der ebenfalls rebellische Illyrerstamm der Autariaten (im heutigen Nordalbanien siedelnd) beabsichtigte die Makedonen auf ihrem Marsch zu überfallen, doch kam ihnen der Agrianenfürst Langaros zuvor, der sie schnell besiegte. Für diese Tat erhielt er die Freundschaft Alexanders und das Heiratsversprechen mit dessen Halbschwester Kynane, allerdings starb der Fürst kurz nachdem er in sein Stammesgebiet zurückgekehrt war.
Vom Axios den Flusslauf des Erigon hinaufmarschierend erreichten die Makedonen schließlich, wahrscheinlich im späten Juli oder frühen August 335 v. Chr., am Zusammenfluss mit dem Eordaikos (Devoll) die Ebene vor der Stadt Pelion, die identisch mit dem heutigen albanischen Ort Poloskë ist, gelegen etwa sechzehn Kilometer östlich von Korça und etwas südlich von Bilisht nur unweit der Grenze zum modernen Griechenland. Die dort bereits wartenden Dardaner unter Kleitos hatten die strategisch wichtigen Bergkämme besetzt, welche die Stadt umgaben. Alexander griff sie dennoch an und trieb sie hinter die Stadtmauern zurück, die er mit seinem Heer fest umschloss. Nachdem sie die Dardaner aus ihren Stellungen verdrängt hatten, fanden die Makedonen dort eine Opferstätte, an der die Dardaner drei Knaben, drei Mädchen und drei schwarze Böcke für ihren Sieg geopfert hatten. Am Tag darauf trafen die Taulantier unter dem König Glaukias vor Pelion ein, die sofort jene Bergkämme besetzten, von denen die Dardaner tags zuvor noch vertrieben worden waren. Dadurch gerieten die Makedonen in eine strategisch nachteilige Position. Da sich die Dardaner in der Stadt vor ihnen und die Taulantier auf den Bergen in ihrem Rücken befanden, konnten sie von zwei Seiten aus bedrängt werden, sobald sie einen Angriff auf die Stadt wagten.
In diesen Stellungen verharrten die Heere einstweilen, wobei sich vor allem für die Makedonen die Frage der Nahrungsmittelversorgung stellte. Alexander sandte deshalb seinen Reiteroffizier Philotas mit einem Teil der Kavallerie und der Trosswagen aus um in einer nah gelegenen fruchtbaren Tal-Ebene, wohl in der des heutigen Korça, neue Vorräte zu sichern. Dies wurde allerdings von Glaukias beobachtet, der mit seinen Kriegern Philotas folgte und diesen in dem Tal einschloss. Um Philotas zu retten, zog Alexander ihm mit den Schildträgern, Bogenschützen, den agrianischen Hilfstruppen und 400 Berittenen hinterher, worauf Glaukias von einem Angriff auf Philotas absah und sich mit seinen Taulantiern wieder in die Bergstellungen um Pelion zurückzog.
Vor die Stadt in das Feldlager zogen sich auch Alexander und Philotas zurück, ohne aber die dringend benötigten Vorräte geholt zu haben. Deshalb entschloss sich Alexander den Kampf um Pelion nun möglichst schnell zu entscheiden. So geräuschlos wie nur möglich ließ er seine Phalanx mit einer Breite von 100 und einer Tiefe von 120 Reihen Aufstellung beziehen, zu beiden Seiten flankiert von je 200 Reitern. Mit kurzen aber klar übermittelten Befehlen ließ er die Formation in langsamer Abfolge mehrere Manöver durchführen, deren drillgenaue Ausführung die Illyrer von der Stadtmauer wie auch von den Bergen hinab beobachten konnten. Anschließend führte er die Formation gegen den ersten Berg heran und befahl dabei seinen Kriegern ihre Sarissen gegen die Schilde zu schlagen und den Schlachtruf anzustimmen. Dies beeindruckte die dort positionierten Taulantier dermaßen, dass sie den Rückzug von dem Berg in das sichere Pelion antraten. Darauf führte Alexander seine persönliche Garde (agēma) der Kavallerie und Infanterie gegen einen zweiten Berg, wo die Taulantier erstmals Widerstand leisteten, am Ende aber doch unterlagen. Die eroberten Berghänge wurden mit 2.000 Agrianen und Bogenschützen gesichert. Anschließend sollten die Berge auf der anderen Seite des Tals eingenommen werden, wozu jedoch der Eordaikos (Devoll) überquert werden musste. Alexander schickte zuerst 2.000 Schildträger als Sicherungstruppe voraus, auf denen die Phalanx folgen sollte. Darin erkannten die verbliebenen Taulantier eine Chance, die von ihren letzten Bergstellungen herabströmten und die Makedonen bei ihrem Flussübergang zur Schlacht stellten. Trotz dieses Ansturms setzte die makedonische Phalanx in strenger Geschlossenheit ihren Übergang fort. Der am diesseitigen Flussufer zurückgebliebene Alexander befahl die Aufstellung seiner Kriegsmaschinen (mēchanai) am Ufer, welche der Phalanx mit ihren Geschossen Feuerschutz bieten sollten. Dies waren keine Katapultgeschütze für eine Belagerung, sondern eine frühe Art der Balliste, die für den zielgenauen Beschuss auf mehrere hundert Meter Distanz geeignet war. Dies stellt damit den ältesten bekannten Einsatz von Feldartillerie in der Kriegsgeschichte dar. Zusätzlich wurden die Bogenschützen in den Fluss beordert, die von dort aus weiteren Feuerschutz geben konnten. Auf diese Weise ist laut Arrian kein einziger Makedone bei der riskanten Flussüberquerung gefallen.
Drei Tage danach standen sich Illyrer und Makedonen zum letzten Gefecht gegenüber. Kleitos hatte mit seinen Dardanern Pelion verlassen und sich mit den Taulantiern vereint, ihre Position hatten sie mit einem Palisadenwall gesichert. Alexander aber umging diesen Wall in einem Nachtangriff, in erneuter Durchschreitung des Flusses, mit seinen Schildträgern, Bogenschützen, Agrianen und zwei Abteilungen der pezhetairoi unter Perdikkas und Koinos und überfiel die überraschten Illyrer auf der anderen Seite. Diese waren den Makedonen gänzlich unterlegen und begannen sofort die Flucht über die Berge, für die sie ihre Waffen wegwerfen mussten. Kleitos floh zunächst noch einmal nach Pelion, brannte die Stadt nieder und setzte sich mit seinen verbliebenen Dardanern in das Land der Taulantier (um das heutige Tirana) ab. Ihren Tross mussten sie für die Makedonen als Beute zurückgelassen.

## Feldzugsende
Wie Diodor bemerkte, hatte Alexander nach dem Sieg über die Illyrer alle an Makedonien angrenzenden Barbarenstämme seiner Herrschaft unterworfen. Tatsächlich sollte von dieser Seite aus während seiner langjährigen Abwesenheit in Asien keine Bedrohung für Makedonien mehr erwachsen. Zeitgenossen hatte dieser Feldzug vor allem wegen seiner schnellen Durchführung erstaunt, innerhalb weniger Wochen hatte Alexander jene wilden Stämme unterworfen, gegen die sein Vater jahrelang gekämpft hatte und gegen die seine Vorfahren gelegentlich gar unterlegen waren. Der damals erst einundzwanzigjährige König konnte bei dieser Gelegenheit erstmals gegenüber den Makedonen sein Feldherrentalent unter Beweis stellen, für einen König seiner Zeit eine unabdingbare Voraussetzung zur Herrschaft. Dabei hatte er eine schnelle Entschlusskraft, Risikobereitschaft und Übersicht auch in gefahrvollen Situationen an den Tag gelegt, Eigenschaften die für seinen berühmten Asienfeldzug charakteristisch wurden. Auch persönlich hatte er sich dabei nicht geschont, dem Führungsprinzip durch Vorbild im Kampf folgend, in dem er gegen die Illyrer zwei Mal verwundet wurde: Einmal durch einen Steinschlag auf den behelmten Kopf und ein weiteres Mal durch einen Keulenschlag in den Nacken.
Noch im Feldlager vor dem zerstörten Pelion hatte Alexander von dem Abfall Thebens vom Hellenenbund erfahren, der von dem athenischen Politiker Demosthenes gefördert wurde, unter anderem mit der Behauptung, Alexander sei im Kampf gegen die Triballer gefallen. Um den drohenden Zusammenbruch der makedonischen Hegemonie zu verhindern, marschierte er innerhalb von zwölf Tagen mit seinem Heer von Pelion direkt nach Böotien, wo sich ihm die Thebaner zum Kampf stellten.